# 플라잉 요가

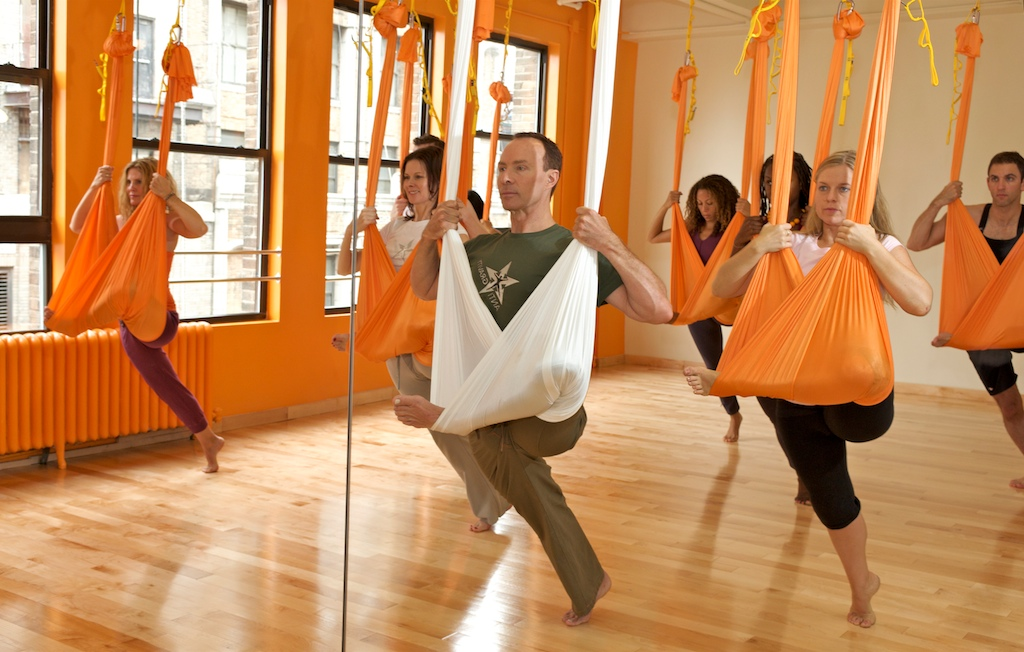
플라잉 요가

플라잉 요가(영어: flying yoga)는 해먹을 걸고 공중에서 요가, 필라테스 동작을 하는 요가 운동의 일종이다. "플라잉 요가"는 한국식 영어이고, 영어권에서는 "에어리얼 요가(aerial yoga→공중 요가)"나 "안티그래비티 요가(anti-gravity yoga→반중력 요가)"라 부른다.